# 4-я гвардейская истребительная авиационная дивизия
4-я гварде́йская истреби́тельная авиацио́нная Оршанская Краснознамённая ордена Суво́рова диви́зия (4-я гв. иад) — соединение Военно-Воздушных сил (ВВС) РККА, принимавшее участие в боевых действиях Великой Отечественной войны.

## История наименований
- 274-я истребительная авиационная дивизия;
- 4-я гвардейская истребительная авиационная дивизия;
- 4-я гвардейская истребительная Оршанская авиационная дивизия;
- 4-я гвардейская истребительная авиационная Оршанская Краснознаменная дивизия;
- 4-я гвардейская истребительная авиационная Оршанская Краснознаменная ордена Суворова дивизия;
- 4-я гвардейская истребительная авиационная Оршанская Краснознаменная ордена Суворова дивизия ПВО;
- 170-я гвардейская истребительная авиационная Оршанская Краснознаменная ордена Суворова дивизия;
- Войсковая часть (Полевая почта) 35485.

## Создание дивизии
4-я гвардейская истребительная авиационная дивизия создана переименованием 21 марта 1943 года за образцовое выполнение заданий командования в боях с немецкими захватчиками и проявленные при этом мужество и героизм 274-й истребительной авиационной дивизии на основании Приказа НКО СССР

## Переименование дивизии
4-я гвардейская истребительная авиационная Оршанская Краснознаменная ордена Суворова дивизия 20 февраля 1949 года переименована в 170-ю гвардейскую истребительную авиационную Оршанскую Краснознаменную ордена Суворова дивизию

## Расформирование дивизии
170-я гвардейская истребительная авиационная Оршанская Краснознаменная ордена Суворова дивизия 1 сентября 1960 года расформирована в составе 34-й воздушной армии Закавказского военного округа

## В действующей армии
В составе действующей армии:
- с 22 октября 1942 года по 21 марта 1943 года (как 274-я истребительная авиационная дивизия)[6], всего — 150 дней
- с 21 марта 1943 года по 2 апреля 1943 года[6], всего 13 дней
- с 9 мая 1943 года по 6 октября 1943 года[6], всего 151 день
- с 5 ноября 1943 года по 2 апреля 1944 года[6], всего 149 дней
- с 20 июня 1944 года по 9 мая 1945 года[6], всего 314 дня

Итого: 777 дней

## Командиры дивизии
| Звание                | Ф. И. О.                   | Период                  |
| --------------------- | -------------------------- | ----------------------- |
| Подполковник          | Московец Пимен Корнеевич   | 02.07.1942 — 15.01.1943 |
| Полковник             | Китаев Владимир Алексеевич | 02.1943 — 02.08.1944    |
| Генерал-майор авиации | Китаев Владимир Алексеевич | 02.08.1944 — 10.1945    |
| Генерал-майор авиации | Миронов Сергей Иванович    | 12.1945 — 03.1947       |
| Полковник             | Зайцев Георгий Николаевич  | 24.06.1947 — 27.11.1948 |
| Генерал-майор авиации | Бабков Василий Петрович    | 1950 — 1955             |

## В составе объединений
| Дата            | Фронт (округ)                                   | Армия                | Корпус                                             |
| --------------- | ----------------------------------------------- | -------------------- | -------------------------------------------------- |
| 21.03.1943 года | Калининский фронт                               | 3-я воздушная армия  | 1-й гвардейский истребительный авиационный корпус  |
| 02.04.1943 года | Резерв Верховного Главнокомандования            |                      | 1-й гвардейский истребительный авиационный корпус  |
| 09.05.1943 года | Брянский фронт                                  | 15-я воздушная армия | 1-й гвардейский истребительный авиационный корпус  |
| 06.10.1943 года | Резерв Верховного Главнокомандования            |                      | 1-й гвардейский истребительный авиационный корпус  |
| 28.10.1943 года | 2-й Прибалтийский фронт                         | 15-я воздушная армия | 1-й гвардейский истребительный авиационный корпус  |
| 24.11.1943 года | 1-й Прибалтийский фронт                         | 3-я воздушная армия  | 1-й гвардейский истребительный авиационный корпус  |
| 02.04.1943 года | Резерв Верховного Главнокомандования            |                      | 1-й гвардейский истребительный авиационный корпус  |
| 10.06.1944 года | 3-й Белорусский фронт                           | 1-я воздушная армия  | 1-й гвардейский истребительный авиационный корпус  |
| 16.07.1944 года | 1-й Прибалтийский фронт                         | 3-я воздушная армия  | 1-й гвардейский истребительный авиационный корпус  |
| 01.02.1945 года | 2-й Прибалтийский фронт                         | 15-я воздушная армия | 1-й гвардейский истребительный авиационный корпус  |
| 01.04.1945 года | 1-й Белорусский фронт                           | 16-я воздушная армия | 1-й гвардейский истребительный авиационный корпус  |
| 10.06.1945 года | Группа советских оккупационных войск в Германии | 16-я воздушная армия | 1-й гвардейский истребительный авиационный корпус  |
| 20.02.1949 года | Группа советских войск в Германии               | 24-я воздушная армия | 61-й гвардейский истребительный авиационный корпус |
| 25.09.1953 года | Закавказский военный округ                      | 34-я воздушная армия |                                                    |
| 01.09.1960 года | Закавказский военный округ                      | 34-я воздушная армия | расформирована                                     |

## Части и отдельные подразделения дивизии
| Период                    | Наименование |
| ------------------------- | --- |
| 21.03.1943 — 20.02.1949   | 64-й гвардейский истребительный авиационный полк (переименован в 705-й гвардейский истребительный авиационный полк) |
| 21.03.1943 — 20.02.1949   | 65-й гвардейский истребительный авиационный полк (переименован в 741-й гвардейский истребительный авиационный полк) |
| 21.03.1943 — 20.02.1949   | 66-й гвардейский истребительный авиационный полк (переименован в 841-й гвардейский истребительный авиационный полк) |
| 20.11.1945 — 25.03.1947   | 233-й истребительный авиационный полк (расформирован)                                                               |
| 20.02.1949 — 01.06.1960   | 705-й гвардейский истребительный авиационный полк (расформирован)                                                   |
| 20.02.1949 — 01.06.1960   | 741-й гвардейский истребительный авиационный полк (переформирован в 486-й гвардейский зенитно-ракетный полк)        |
| 20.02.1949 — 18.04.1960 г | 841-й гвардейский истребительный авиационный полк (передан в 283-ю истребительную авиационную дивизию)              |

## Участие в операциях и битвах
- Курская битва:
  - Орловская операция «Кутузов» — с 12 июля 1943 года по 18 августа 1943 года.
- Брянская операция — с 17 августа 1943 года по 3 октября 1943 года.
- Городокская операция — с 13 декабря 1943 года по 31 декабря 1943 года.
- Белорусская наступательная операция «Багратион»:
  - Витебско-Оршанская операция — с 23 июня 1944 года по 28 июня 1944 года.
  - Минская операция — с 29 июня 1944 года по 4 июля 1944 года.
  - Шяуляйская операция — с 5 июля 1944 года по 31 июля 1944 года.
- Прибалтийская операция:
  - Рижская операция — с 14 сентября 1944 года по 22 октября 1944 года.
  - Мемельская операция — с 5 октября 1944 года по 22 октября 1944 года.
- Восточно-Прусская операция — с 13 января 1945 года по 25 апреля 1945 года.
- Берлинская стратегическая наступательная операция — с 16 апреля 1945 года по 8 мая 1945 года.

## Почётные наименования
- 4-й гвардейской истребительной авиационной дивизии присвоено почетное наименование «Оршанская»[10]
- 64-му гвардейскому Краснознаменному истребительному авиационному полку присвоено почетное наименование «Оршанский»[10]
- 65-му гвардейскому Краснознаменному истребительному авиационному полку присвоено почетное наименование «Оршанский»[10]
- 66-му гвардейскому Краснознамённому истребительному авиационному полку присвоено почетное наименование «Виленский»[11]

## Награды
- 4-я гвардейская истребительная авиационная дивизия Указом Президиума Верховного Совета СССР награждена орденом Красного Знамени.
- 4-я гвардейская истребительная авиационная Оршанская Краснознаменная дивизия за образцовое выполнение заданий командования в боях с немецкими захватчиками, за овладение городом Иелгава (Митава) и проявленные при этом доблесть и мужество Указом Президиума Верховного Совета СССР от 10 августа 1944 года награждена орденом Суворова II степени[12].
- 64-й гвардейский истребительный авиационный полк Указом Президиума Верховного Совета СССР от 23 октября 1943 года награждён орденом «Боевого Красного Знамени»
- 64-й гвардейский Оршанский Краснознамённый истребительный авиационный полк Указом Президиума Верховного Совета СССР от 26 мая 1945 года награждён орденом «Александра Невского»
- 65-й гвардейский истребительный авиационный полк Указом Президиума Верховного Совета СССР от 2 сентября 1943 года награждён орденом «Боевого Красного Знамени»
- 65-й гвардейский Оршанский Краснознаменный истребительный авиационный полк Указом Президиума Верховного Совета СССР от 22 октября 1944 года награждён орденом «Суворова III степени»
- 66-й гвардейский истребительный авиационный полк Указом Президиума Верховного Совета СССР от 10 июля 1944 года награждён орденом «Боевого Красного Знамени»
- 66-й гвардейский Виленский Краснознаменный истребительный авиационный полк Указом Президиума Верховного Совета СССР от 31 октября 1944 года награждён орденом «Суворова III степени»

## Благодарности Верховного Главнокомандующего
- За овладение городом Лида[13]
- За овладение городом Елгава (Митава)[14]
- За прорыв обороны противника северо-западнее и юго-западнее города Шяуляй[15]

## Герои Советского Союза
- Алексеев Николай Михайлович, гвардии младший лейтенант, заместитель командира эскадрильи 64-го гвардейского истребительного авиационного полка 4-й гвардейской истребительной авиационной дивизии 1-го гвардейского истребительного авиационного корпуса 15-й воздушной армии 24 августа 1943 года удостоен звания Герой Советского Союза. Посмертно
- Витковский Иван Петрович, гвардии майор, командир эскадрильи 66-го гвардейского истребительного авиационного полка 4-й гвардейской истребительной авиационной дивизии 1-го гвардейского истребительного авиационного корпуса 3-й воздушной армии 23 февраля 1945 года удостоен звания Герой Советского Союза. Золотая Звезда № 5314
- Гуськов Гавриил Гаврилович, гвардии младший лейтенант, командир звена 65-го гвардейского истребительного авиационного полка 4-й гвардейской истребительной авиационной дивизии 1-го гвардейского истребительного авиационного корпуса 3-й воздушной армии 24 мая 1943 года удостоен звания Герой Советского Союза. Золотая Звезда № 1011
- Денчик Николай Фёдорович, гвардии старший лейтенант, заместитель командира эскадрильи 64-го гвардейского истребительного авиационного полка 4-й гвардейской истребительной авиационной дивизии 1-го гвардейского истребительного авиационного корпуса 15-й воздушной армии 4 февраля 1944 года удостоен звания Герой Советского Союза. Золотая Звезда № 2819
- Кубарев Василий Николаевич, гвардии майор, заместитель командира эскадрильи 65-го гвардейского истребительного авиационного полка 4-й гвардейской истребительной авиационной дивизии 1-го гвардейского истребительного авиационного корпуса 15-й воздушной армии 28 сентября 1943 года удостоен звания Герой Советского Союза. Золотая Звезда № 1120
- Кузёнов Иван Петрович, гвардии младший лейтенант, летчик 66-го гвардейского истребительного авиационного полка 4-й гвардейской истребительной авиационной дивизии 1-го гвардейского истребительного авиационного корпуса 15-й воздушной армии 28 сентября 1943 года удостоен звания Герой Советского Союза. Золотая Звезда № 1758
- Кондрашёв Александр Петрович, гвардии капитан, заместитель командира эскадрильи 66-го гвардейского истребительного авиационного полка 4-й гвардейской истребительной авиационной дивизии 1-го гвардейского истребительного авиационного корпуса 3-й воздушной армии 1 июля 1944 года удостоен звания Герой Советского Союза. Золотая Звезда № 3923
- Кулиев Адиль Гусейн оглы, гвардии капитан, штурман эскадрильи 65-го гвардейского истребительного авиационного полка 4-й гвардейской истребительной авиационной дивизии 1-го гвардейского истребительного авиационного корпуса 3-й воздушной армии 23 февраля 1945 года удостоен звания Герой Советского Союза. Золотая Звезда № 5932
- Маношин Константин Васильевич, гвардии майор, штурман 64-го гвардейского истребительного авиационного полка 4-й гвардейской истребительной авиационной дивизии 1-го гвардейского истребительного авиационного корпуса 3-й воздушной армии 26 октября 1944 года удостоен звания Герой Советского Союза. Золотая Звезда № 4166
- Попов Андрей Иванович, гвардии старший лейтенант, командир звена 65-го гвардейского истребительного авиационного полка 4-й гвардейской истребительной авиационной дивизии 1-го гвардейского истребительного авиационного корпуса 3-й воздушной армии 13 апреля 1944 года удостоен звания Герой Советского Союза. Золотая Звезда № 3548
- Сидоренко Марк Лукьянович, гвардии лейтенант, командир звена 66-го гвардейского истребительного авиационного полка 4-й гвардейской истребительной авиационной дивизии 1-го гвардейского истребительного авиационного корпуса 15-й воздушной армии 28 сентября 1943 года удостоен звания Герой Советского Союза. Золотая Звезда № 1230

## Базирование
| Период            | Аэродром               |
| ----------------- | ---------------------- |
| 05.1945 — 1947    | Перлеберг, Германия    |
| 1947 — 08.1949    | Альтес-Лагер, Германия |
| 08.1949 — 10.1953 | Цербст, Германия       |
| 10.1953 — 04.1960 | Батуми, Аджарская АССР |